# Tuğrul Çetiner
Tuğrul Çetiner (ur. 1942 w Stambule) – turecki aktor teatralny, telewizyjny i filmowy, tłumacz.

## Życiorys

### Wczesne lata
Urodził się w Stambule. Ukończył Państwowe Konserwatorium Teatralne w Ankarze na Wydziale Aktorskim. 

### Kariera teatralna
W latach 1962–1974 pracował jako aktor w Teatrze Narodowym w Ankarze. W 1975 odbył stypendium artystyczne w Wielkiej Brytanii i Francji u Petera Brooka oraz w Polsce (u Jerzego Grotowskiego). Był wolnym słuchaczem Wydziału Lalkarskiego we Wrocławiu Państwowej Wyższej Szkoły Teatralnej im. Ludwika Solskiego w Krakowie. Odbył też staż we Wrocławskim Teatrze Lalek. W latach 1979–1980 prowadził wykłady na wydziale filologii tureckiej Uniwersytetu Jagiellońskiego i Warszawskiego. 

### Przekłady
Przetłumaczył na język turecki m.in.: Ślady Józefa Szajny, libretto opery Najdzielniejszy z rycerzy Ewy Szelburg-Zarembiny, Pułapkę Tadeusza Różewicza, Antygonę w Nowym Yorku Janusza Głowackiego, Bestię i Piękną Stanisława Grochowiaka. 
Był asystentem reżysera podczas wystawiania na deskach Teatru Narodowego w Ankarze polskich sztuk Iwony, księżniczki Burgunda Witolda Gombrowicza w reż. Ewy Bułhak, Śladów 2 Józefa Szajny oraz opery Najdzielniejszy z rycerzy Krzysztofa Pendereckiego i Marka Stachowskiego w reż. Wojciecha Wieczorkiewicza.

### Role ekranowe
Çetiner jest również aktorem filmowym i telewizyjnym. Znany z roli Fajsala, pomocnika Mayera w Iraku w dramacie sensacyjnym Operacji Samum (1999) w reżyserii Władysława Pasikowskiego. Jest też bohaterem filmu dokumentalnego z cyklu Polacy z wyboru pt. Dokąd tak pędzisz Tugrulu...? w reżyserii Michała Ratyńskiego (Telewizja Polska 1997).

### Nagrody i odznaczenia
W 1996 został uhonorowany nagrodą Polskiego Narodowego Kościoła Katolickiego za popularyzowanie polskiej kultury za granicą.
Za znaczące osiągnięcia w propagowaniu polskiej kultury teatralnej na świecie w 2011 otrzymał Nagrodę im. Stanisława Ignacego Witkiewicza przyznaną przez Zarząd Polskiego Ośrodka Międzynarodowego Instytutu Teatralnego.
21 października 2014 został odznaczony Krzyżem Oficerskim Orderu Zasługi Rzeczypospolitej Polskiej „za wybitne zasługi w popularyzowaniu polskiej kultury i sztuki oraz za rozwijanie polsko-tureckiej współpracy kulturalnej”.
W 2015 otrzymał nagrodę literacką ZAiKS-u dla tłumaczy.

## Filmografia

### Filmy
- 1999: Operacji Samum jako Fajsal
- 2009: Kurtlar Vadisi: Gladio jako Bülent Fuat Aras
- 2015: Çırak jako Yuri
- 2016: İstanbul Kırmızısı jako Oğuz

### Seriale telewizyjne
- 2003: Çınaraltı jako İhsan Bahtiyar
- 2005: Kapıları Açmak jako Mahir Hoca
- 2006: Sagir Oda jako Mansur Efendi
- 2007: Bıçak Sırtı jako Selim Reşat Ertuğrul
- 2013: Ben Onu Çok Sevdim jako Celal Bayar
- 2016: Kördüğüm jako Tarık Karasu